# Metanogènesi
La metanogènesi o biometanació és la generació de metà a partir de reaccions bioquímiques realitzades per organismes metanògens, els quals pertanyen al domini Archaea. La producció de metà està associada directament al metabolisme d'aquests microorganismes en condicions anaeròbiques, és a dir, en absència d'oxigen. En la majoria de casos, esdevé l'última etapa en la degradació de matèria orgànica.

## Bioquímica de la metanogènesi

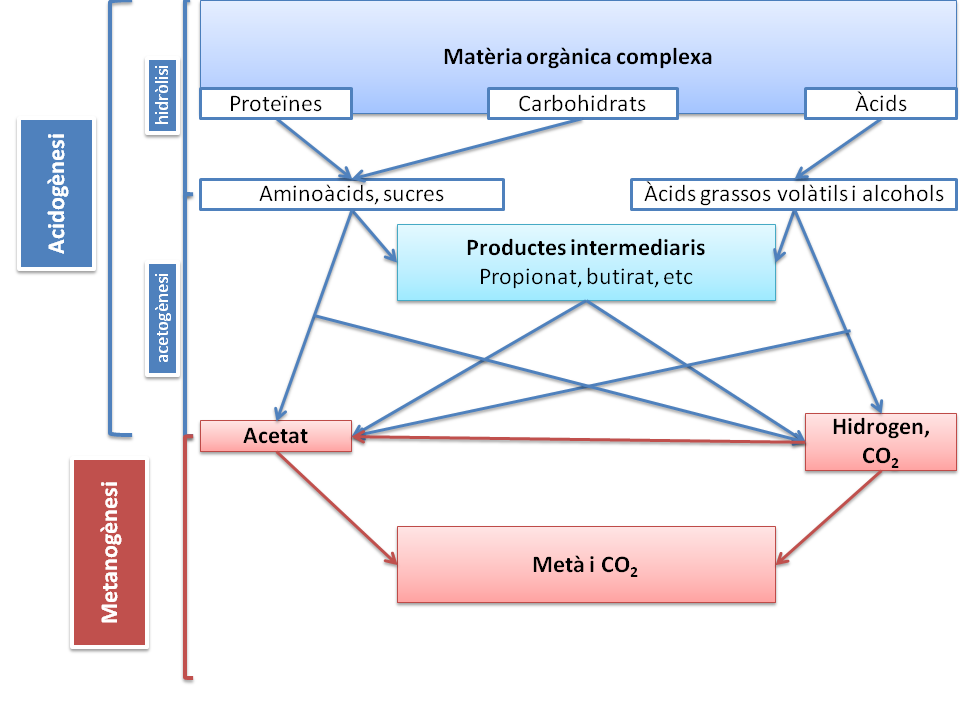
Esquema de les fases de la digestió anaeròbica

La producció de metà es pot dur a terme a partir de dos processos diferenciats: per reducció de CO₂ i per reducció de molècules orgàniques. Aquests dos processos es basen en una forma de respiració anaeròbica obligada per part dels microorganismes metanògens, ja que en presència d'oxigen el creixement d'aquests s'inhibeix. Per aquest motiu, es necessita un acceptor d'electrons, que en aquests casos és el carboni degut a l'absència d'oxigen.
Tot i així, en el procés de degradació de la matèria orgànica, perquè tingui lloc la metanogènesi, cal que es duguin a terme abans una sèrie de processos precursors. Aquests són, en primer lloc la hidròlisi, seguida de l'acidogènesi i, en últim lloc, l'acetogènesi. D'aquesta manera s'obtenen les molècules necessàries perquè es realitzi la metanogènesi.
La bioquímica de la metanogènesi és relativament complexa, implica els següents coenzims i cofactors: F420, coenzim B, coenzim M, metanofuran, i metanopterin.

### Producció de metà per reducció de CO₂
Pel que fa a la producció de CH₄ per reducció de CO₂, els bacteris metanògens hidrogenòtrofs utilitzen molècules d'hidrogen com a font d'energia i el diòxid de carboni com a font de carboni, donant-se la reacció següent:

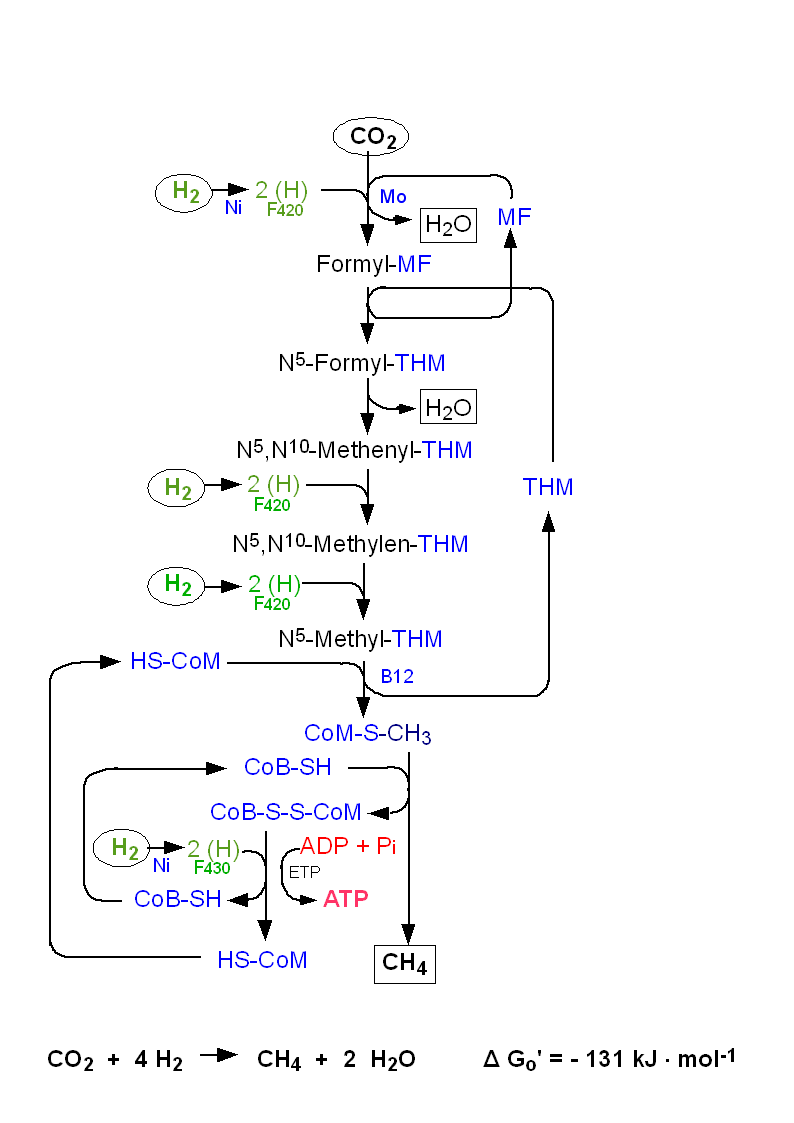
Metanogènesi a partir de diòxid de carboni

CO₂ + 4 H₂ → CH₄ + 2H₂O

### Producció de metà a partir de molècules orgàniques
Pel que fa a la producció de CH₄ per reducció de molècules orgàniques, la font de carboni pot provenir de diversos components orgànics com ara àcid fòrmic (format), metanol, metilamines, dimetil sulfur, i metanotiol.. No obstant, el substrat orgànic més important dels metanògens és l'àcid acètic, el qual pot provenir de la degradació de molts substrats (com per exemple l'etanol) en el procés d'acetogènesi. La reacció que té lloc és dèbilment favorable energèticament, motiu pel qual aquests bacteris creixen molt lentament i són els microorganismes més sensibles als canvis en les condicions ambientals.

Metanogènesi a partir d'àcid acètic

CH₃COOH → CH₄ + CO₂

## Microorganismes implicats
Els organismes que realitzen el procés de la metanogènesi són arqueus metanògens. Aquest tipus de microorganismes realitza el procés metabòlic amb l'objectiu d'obtenir energia en forma d'ATP o de molècules destinades per a la biosíntesis.
Gràcies a aquesta característica, aquest tipus d'organisme té una gran importància ecològica, ja que intervé en la degradació de la matèria orgànica en la naturalesa i en el cicle del carboni.
Els metanògens són organismes anaerobis estrictes; és per això que només es troben en ambients on la presència d'oxigen és inexistent o pràcticament nul·la, com ara terrenys pantanosos, l'aparell digestiu dels animals o sediments aquàtics. També es poden trobar en el subsòl profund terrestre, en les fonts hidrotermals de les profunditats marines i en les reserves de petroli.
Els metanògens dels gèneres de Methanosaeta i Methanosarcina, ja que posseeixen una morfologia única i un potencial metabòlic versàtil, són considerades les espècies metanogèniques clau en la digestió anaeròbica.

## Ocurrència natural

### En animals
La metanogènesi ocorre en els intestins dels éssers humans i altres animals, especialment en els remugants. En el rumen, els organismes anaeròbics (incloent metanògens), assimilen cel·lulosa a les formes utilitzables pels animals, alguns dels quals, com per exemple el bestiar, no serien capaços de consumir herba sense la presència d'aquests microorganismes. Els productes útils de la metanogènesi són absorbits pels intestins, però el metà és alliberat de l'animal principalment per rots. Les emissions de metà en els remugants són proporcionals a la quantitat de carbohidrats de la seva dieta. Els remugants són responsables de la producció de 80 milions de tones de metà a l'any.
Alguns humans produeixen flatulències que contenen metà. Dins un estudi on s'analitzaven restes de la femta de nou adults, només cinc de les mostres van contenir microorganismes capaços de produir metà.

### En plantes
Alguns experiments han suggerit que els teixits de les fulles de les plantes emeten metà. Altres recerques ha indicat que les plantes no són generadores de metà, sinó que només l'absorbeixen del terra i llavors l'emeten a través de les fulles. Tot i així, poden haver mecanismes desconeguts a partir dels quals les plantes generin metà, però encara no n'hi ha evidències clares.

### Sota terra
Els organismes metanògens s'han observat en entorns subterranis anòxics, contribuint a la degradació de la matèria orgànica. Aquesta matèria orgànica pot ser deguda a activitats humanes com ara la disposició de residus en abocadors o pot haver sedimentat en el fons de llacs i oceans, formant sediments marins. La metanogènesi és responsable d'una fracció significativa de les acumulacions de gas natural.

## Importància en el cicle del carboni
La metanogènesi és un procés important dins del cicle del carboni, ja que es tracta del pas final en la descomposició de la matèria orgànica en condicions anaeròbies, permetent que els organismes que la realitzen retornin el carboni a l'atmosfera, evitant que s'acumuli gradualment en llits aquosos i tancant així el cicle del carboni. De la mateixa manera, a causa de les relacions simbiòtiques que mantenen els metanògens amb altres organismes tals com ruminants i tèrmits, una altra gran quantitat de metà s'allibera al medi.
En el cas del metà produït en el fons marí o jaços de llacs, la majoria (al voltant del 90%) és consumit per bacteris metanotròfics, oxidant el CH₄ i produint CO₂.
En alguns hàbitats, principalment els pantanosos, no tot el metà és consumit i pot arribar a l'atmosfera per diverses vies. El metà pot difondre's fora dels sediments i arribar a l'atmosfera abans d'oxidar-se, ser transportat directament en bombolles o sortir del sistema anaeròbic a través del sistema vascular de les plantes.
El metà produït per metanògens a l'interior dels sistemes digestius d'alguns mamífers, com els remugants i els éssers humans, s'allibera directament a l'atmosfera en forma de gasos intestinals expulsats mitjançant evacuacions.
El metà atmosfèric eventualment arriba a l'estratosfera, on reacciona amb radicals lliures (comunament hidroxils), formant CH₃·. Aquest CH₃· pot participar en reaccions que portin a la formació d'ozó o, per contra, a la seva destrucció si es produeix una interacció amb el radical clor. L'oxidació del metà en l'estratosfera pot ser també una font important d'aigua al poder participar en la formació de núvols de gel.

## Aplicacions de la metanogènesi
La metanogènesi és un procés àmpliament utilitzat en països desenvolupats atès que permet produir un biogàs ric en metà que pot ser utilitzat com a combustible, és a dir, com a font d'energia. Aquest biogàs és sovint captat mitjançant digestors que realitzen processos anaeròbics de tractament de residus, els quals presenten certs avantatges respecte als processos aerobis com ara un estalvi en els costos d'operació, una formació de biomassa més baixa, menys problemes d'olors i la ja esmentada producció de metà, que és un producte valoritzable.
Paral·lelament, també es poden utilitzar els llots de les depuradores d'aigua i els fems d'animals per extraure el metà i utilitzar-lo com a combustible. A més, s'està estudiant l'obtenció de metà a partir de residus vegetals i animals domèstics.

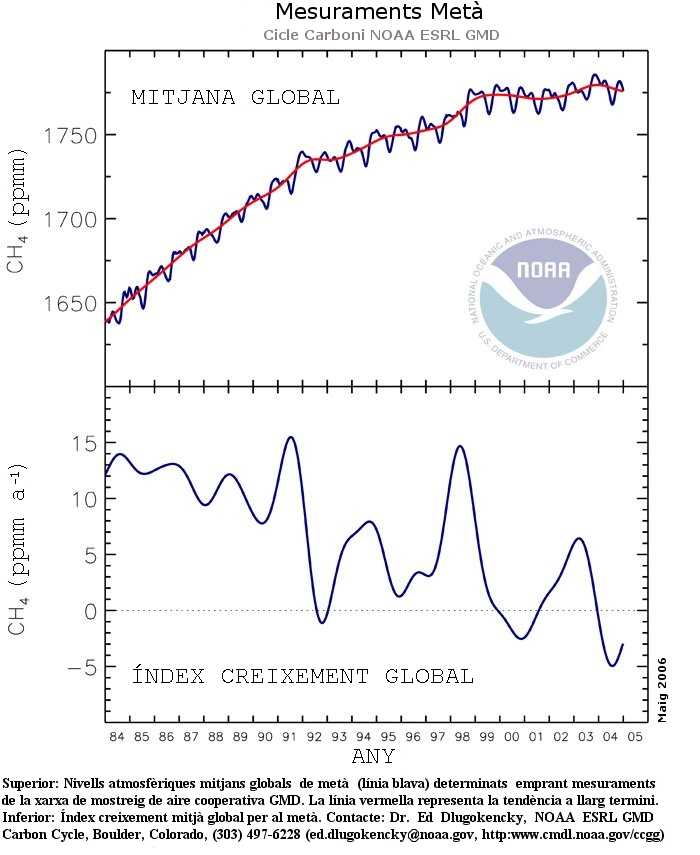
Concentracions mitjanes de metà globals (NOAA).

## Efectes sobre el canvi climàtic
El metà és un gas d'efecte hivernacle molt important a l'atmosfera de la Terra, sent responsable d'un 20% de l'escalfament global) i amb un potencial d'escalfament de 21 sobre un període de 100 anys. Això implica que l'emissió d'una tona de metà produirà un impacte 21 vegades major que l'emissió d'una tona de diòxid de carboni durant els següents cent anys. El metà té un gran efecte per un breu període (aproximadament 10 anys), mentre que el diòxid de carboni té un petit efecte per un període perllongat (sobre els 100 anys).
L'augment incontrolat de metà a l'atmosfera de la Terra és controlat naturalment (encara que la influència humana pot interferir en aquesta regulació) per la reacció del metà amb el radical hidroxil, una molècula formada per la reacció de l'oxigen atòmic amb l'aigua.
La major aportació natural de metà al medi ambient prové dels aiguamolls (83% del total d'emissions naturals), tot i que també s'han de tenir en compte, encara que amb menys importància, els tèrmits i els oceans. En total, el 45% d'emissions naturals de metà, són provocades naturalment. Per altra banda, les emissions antropogèniques suposen el 55% de les emissions totals de metà. En aquest cas, la major aportació de metà al medi ambient és provocada pels ruminants (boví), és a dir, a causa de l'activitat ramadera, amb un 35% del total d'emissions antropogèniques.